# Kämpfe zwischen Fano und ENDF 2023
[2]
Am 1. August 2023 kam es zu Kämpfen zwischen der Amhara-Miliz Fano und der Ethiopian National Defense Force (ENDF) in verschiedenen Orten der Amhara-Region, angefangen bei Kobo und Debre Tabor. Am nächsten Tag nahm die Fano die Stadt Lalibela ein. Nach heftigen Kämpfen und Guerillakämpfen verhängte die äthiopische Regierung am 4. August den Ausnahmezustand. Zu den Einschränkungen gehören öffentliche Versammlungen und Verhaftungen ohne Haftbefehl sowie die Verhängung einer Ausgangssperre.

## Ereignis
Am 1. August 2023 kam es zu Kämpfen zwischen der Fano-Miliz und ENDF in Debre Tabor und Kobo, während ENDF-Truppen versuchten, die Fano aus diesen Städten zurückzudrängen. Der stellvertretende Premierminister Demeke Mekonnen erklärte, dass „die Sicherheitsprobleme in verschiedenen Gebieten der Amhara-Region immer besorgniserregender werden“. Am 2. August nahm die Fano Lalibela ein. Im öffentlich-rechtlichen Rundfunk EBC drohte ENDF-Sprecher Oberst Getnet Adane mit einem militärischen Vorgehen gegen die Fano, falls diese weiterhin „den Frieden des Landes stören“. Die spanische Botschaft in Äthiopien forderte spanische Touristen auf, die Stadt nicht zu verlassen. Aus der Umgebung von Gondar wurden schwere Kämpfe gemeldet.
Am 4. August rief die äthiopische Regierung den Ausnahmezustand aus, nachdem die Regierung der Region Amhara die Bundestruppen um Hilfe gebeten hatte. Premierminister Abiy Ahmed erklärte: „Es wurde für notwendig befunden, den Ausnahmezustand auszurufen, da es schwierig geworden war, diese ungeheuerlichen Aktivitäten auf der Grundlage des regulären Rechtssystems zu kontrollieren.“ In der Erklärung wurden ein Verbot öffentlicher Versammlungen, Verhaftungen ohne Haftbefehl und eine Ausgangssperre verhängt.